# Hertug af Buckingham
Hertug af Buckingham er en titel i Det Forenede Kongeriges Adelskalender. Den har tidligere vært oprettet i Englands adelskalender og Storbritanniens adelskalender. Hertugen er også marquis af Buckingham, og der fandtes tidligere en jarl af Buckingham.
Titlen blev først oprettet den 14. september 1444 for Humphrey Stafford, 6. jarl af Stafford.

## Indehavere af titlen
- Humphrey Stafford, 1. hertug af Buckingham, fik titlen 1444
- Henry Stafford, 2. hertug af Buckingham
- Edward Stafford, 3. hertug af Buckingham
- George Villiers, 1. hertug af Buckingham, fik titlen 1623
- George Villiers, 2. hertug af Buckingham
- John Sheffield, 1. hertug af Buckingham og Normanby, fik titeln 1703
- Edward Sheffield, 2. hertug af Buckingham og Normanby
- Richard Temple-Nugent-Brydges-Chandos-Grenville, 1. hertug af Buckingham og Chandos, erhöll titeln 1822
- Richard Temple-Nugent-Brydges-Chandos-Grenville, 2. hertug af Buckingham og Chandos
- Richard Temple-Nugent-Brydges-Chandos-Grenville, 3. hertug af Buckingham og Chandos